# Konami Lady
Konami Lady es un personaje de videojuegos que coprotagoniza el videojuego crossover Konami Wai Wai World junto a Konami Man. Es un androide con el aspecto de una joven chica de largo cabello violeta que viste una armadura-bikini y que tiene como principal ataque sus rápidas patadas y la pistola de calor.

## Información general
Konami Lady es una superheroína que defiende el vasto Mundo Konami. Apareció, junto a Konami Man, como la protagonista del videojuego crossover Konami Wai Wai World de 1988. Es un andoride de combate que fue creada por el Dr. Cinnamon para servir como compañera de batalla a Konami Man. Tiene el aspecto de una bella mujer de largo cabello violeta, con pequeñas alas en la cabeza y una armadura-bikini de color rojo.

## Historia
En el juego Konami Wai Wai World; debido a que todos los héroes de Konami, como Getsu Fuuma y Moai, fueron capturados; Konami Man debe entrar en acción por primera vez y salir a combatir el mal. En su aventura recibe la asistencia del Dr. Cinnamon que le brinda información y apoyo, y este además crea a una androide llamada Konami Lady que le sirve a Konami Man de compañera para combatir a los villanos. El enemigo a vencer es el monstruo espacial Waldar, que busca traer el caos al Mundo Konami. 
Konami Man y Konami Lady logran recorrer las distintas regiones del Mundo Konami y rescatan a los héroes de Konami. Todos juntos se dirigen a enfrentar al villano a bordo de las naves TwinBee y Vic Viper y con sus fuerzas combinadas logran eliminar definitivamente a la amenaza.

## Apariciones en videojuegos

### EnKonami Wai Wai World
Konami Wai Wai World es un videojuego de Famicom lanzado en 1988 por Konami, en donde se reúnen los personajes más conocidos de esta compañía, tales como Simon Belmont de Castlevania, Penta de Antarctic Adventure y Moai de Gradius. El juego pertenece al género de plataformas de vista lateral, es cooperativo, y el jugador tiene la posibilidad de intercambiar de personaje en todo momento mientras juega. Al principio solo Konami Man y Konami Lady son controlables y seleccionables, pero al completar los distintos niveles se agregan otros seis personajes.
Konami Lady empieza con una patada rápida como único ataque, pero luego puede conseguir la pistola de calor para disparar proyectiles que atraviesan a los enemigos y la súper capa que le permite volar ilimitadamente. Otros ítems importantes son el Gradius Power-Up que duplica su poder ofensivo y la armadura, que duplica su defensa.

### Cameos
Al igual que su contraparte masculina, Konami Lady ha tenido pequeñas apariciones en distintos juegos de Konami:
- Ganbare Goemon 2 (1989 - NES): En este juego se puede encontrar una tienda de Konami repleta de cartuchos de videojuegos, si el jugador los compra, cuando regresa al nivel se encuentra con que los enemigos fueron reemplazados por personajes de Konami como Konami Man y Getsu Fuuma, y la chica linda que siempre otorga dinero se transformará en Konami Lady.

- Konami Wai Wai World 2: SOS!! Paseri Jou (1991 - Famicom): Al finalizar el Nivel 5, Konami Man aparece hablando como un asistente y permite al jugador escoger entre dos niveles especiales para continuar. En el nivel de puzles, Konami Lady aparece sosteniendo una burbuja que el jugador debe constantemente evitar que explote.

- The Legend Of The Mystical Ninja (1991 - SNES): En la sala de videojuegos (Game Center), la mujer que atiende es Konami Lady.

- Parodius Da! (1992 - Super Nintendo): En la versión de Super Nintendo existe un modo de juego adicional llamado "Omake" en donde, en una parte, aparecen burbujas con varios personajes en miniatura, incluyendo a Konami Lady, Konami Man y Ebisumaru.

- International Track & Field 2000 (2000 - PlayStation): Konami Man y Konami Lady pueden desbloquearse como personajes secretos utilizando el código konami.

- Kessakusen! Ganbare Goemon 1 + 2 (GBA - 2005): Una conversión para Game Boy Advance que incluye a los dos primeros juegos de SNES. El primer juego de SNES del mismo nombre, Konami Lady fue atendido en la sala de videojuegos (Game Center).

- Otomedius X: Excellent (2011 - Xbox 360): Konami Lady es uno de los jefes del juego, aparece como contenido adicional descargable en el nivel EX Stage 1. La nave que pilotea es la Scramble Ship. Esta es la primera vez que se oye la voz del personaje, además, a su diseño clásico se le ha agregado una bufanda con los colores del viejo logo de Konami.

## Curiosidades
- Este personaje es también conocido en occidente como "Konami Girl" debido a una traducción no oficial del juego Wai Wai World en donde se le asignó erróneamente este nombre.
- En el videojuego Castlevania: Aria of Sorrow se han encontrado revisando el contenido del software los sprites con la cara de Konami Man y Konami Lady, sin embargo estos nunca aparecen durante el juego.